# Chaetophiloscia warburgi
Chaetophiloscia warburgi là một loài chân đều trong họ Philosciidae. Loài này được Schmalfuss miêu tả khoa học năm 1991.